# Majdanek (Lipsko)
Majdanek – część wsi Lipsko w Polsce, położona w województwie lubelskim, w powiecie zamojskim, w gminie Zamość.
W latach 1975–1998 Majdanek administracyjnie należał do województwa zamojskiego.